# Оруэсабаль, Луис
Луис Оруэсабаль Лопес (13 мая 1952 — 31 декабря 2014) — аргентинский футболист, который играл на позиции нападающего.

## Биография
Родился в Буэнос-Айресе, его родители были испанцами, которые эмигрировали из Бургоса в 1940-х. На родине Оруэсабаль играл за «Велес Сарсфилд», но в начале 1974 года вернулся на землю своих предков, подписав контракт с «Гранадой». Оруэсабаль дебютировал в Ла Лиге 28 апреля 1974 года, проведя 60 минут в матче против «Расинг Сантандер», который был проигран со счётом 2:0. Он также представлял андалусский клуб «Реал Хаэн» и ушёл из футбола в 1980 году из-за серьёзной травмы в возрасте всего 28 лет.
В 1971 году вместе с молодёжной сборной завоевал золото на Панамериканских играх.
После ухода из спорта он поселился в Гранаде и открыл ресторан, названный «Чикито» в честь товарища, уругвайского футболиста Ладислао Мазуркевича.
31 декабря 2014 года в дом Оруэсабаля были вызваны аварийные бригады, они обнаружили в бессознательном состоянии четырёх человек, включая хозяина дома. В доме стоял сильный запах угарного газа, который шёл от камина, установленного в подвале дома без надлежащей вентиляции. Трое из пострадавших были реанимированы и доставлены в больницу, однако Оруэсабаль умер, ему было 62 года.